# 学校法人川村学園
学校法人川村学園（がっこうほうじんかわむらがくえん）は、東京都豊島区目白に本部を置く学校法人である。

## 沿革
- 1924年 - 川村女学院設立
- 1927年 - 幼稚園開設
- 1929年 - 高等専攻科（国文科・家政科）開設
- 1932年 - 小学部開設・高等専攻科拡張と家庭科を設置
- 1943年 - 川村女学院高等女学校と改称・専攻科を置き高等専攻科を廃す
- 1947年 - 新制中学校開設・翌年には新制高等学校開設
- 1952年 - 川村短期大学家政科開設
- 1988年 - 川村学園女子大学開設

## 本部所在地
- 東京都豊島区目白2-22-3

## 設置学校
- 川村学園女子大学
- 川村中学校・高等学校
- 川村小学校
- 川村幼稚園
- 川村学園女子大学附属保育園（千葉県我孫子市）

## 過去の設置学校
- 川村短期大学（2003年度以降は、川村学園女子大学に統合）

## 学園長
- 川村正澄

## 施設
- 中学高等学校の校舎の4階に大講堂があり、学校行事などはそこで行われる。
- 小講堂もあり、防犯教室などは、そこで行われる。
- 温水プールが完備してあり、年間を通して授業がある。
- 体育館は、小学校は地下、中学高等学校はグラウンド校舎の地下と、教室校舎内地下にもある。
- 中高校舎1階に購買があり、幼稚園、小学校の用品も販売している。
- 目白校舎地下に地下道があり、小学校と中高校舎を行き来することができる。

## 備考
- 創設者である川村文子が関東大震災を体験し、今後は女性も強くなるべきだと女子学校の設立を決めた。
- 完全中高一貫教育のため、高校からの生徒の募集は僅かである。
- 小学校のクラスは、3クラスあり、いずれも松竹梅と、植物の名前になっている。
- 中学校のクラスは、現在4クラスだが、もともとは、菊桜蘭藤桐萩柏菫の8クラスだった。クラスの名前は花の名前からなっている（そのため、体育時に着用するハチマキの色は、そのクラスの名前のイメージ色になっている）。高等学校は、A組～H組のアルファベット表記である。
- 2006年までは、小学校の運動会は東京体育館で行われていた。その後、事情により利用できなくなったため、幼稚園や中学〜大学と同様、大学（我孫子）の広いグラウンドを使って行われている。現在、中高の運動会は我孫子キャンパスグラウンド、幼稚園は中高グラウンド(目白)、小学校は東京武道館で開催している。